# 廖泽杨
廖泽杨，1993年6月生，籍贯广东省潮州市，中國泰拳運動員。
师承泰国南部拳王图温坦，14岁开始习练泰拳，15岁获得“泰拳锦标赛少年组亚军”。此后一度销声匿迹，再无参加赛事。2011年7月复出，代表宏泰拳馆征战佛山搏击联赛，最终夺得“佛山市搏击联赛泰拳冠军”。